# François Charrière
François Charrière (Cerniat, 1º settembre 1893 – Friburgo, 11 luglio 1976) è stato un vescovo cattolico svizzero.

## Biografia
Figlio di Louis Charrière, che ricoprì la carica di sindaco di Cerniat, dopo essere entrato nel 1913 nel seminario di Friburgo, fu ordinato sacerdote il 15 luglio 1917 per la diocesi di Losanna e Ginevra. Il 24 aprile 1924 fu nominato professore presso il seminario di Friburgo, mentre nel 1932 gli venne affidata la cattedra di Diritto Canonico presso l'Università di Friburgo.
Fu anche direttore del quotidiano La Liberté di Friburgo dal 1941 al 1945.

### Ministero episcopale
Il 20 ottobre 1945 papa Pio XII lo nominò vescovo di Losanna, Ginevra e Friburgo ed il successivo 21 novembre ricevette la consacrazione episcopale nella cattedrale di San Nicola di Friburgo dalle mani dell'arcivescovo Filippo Bernardini, nunzio apostolico in Svizzera, coconsacranti il vescovo di Sion Viktor Bieler e il vescovo di Port Victoria Olivier Marcel Maradan.
Prese parte al Concilio Vaticano II.
Il 1º novembre 1970 firmò gli statuti della Fraternità sacerdotale San Pio X, conferendole di fatto autorità ufficiale.
Il 29 dicembre 1970 papa Paolo VI accettò le sue dimissioni dalla carica di vescovo, divenne così vescovo emerito di Losanna, Ginevra e Friburgo.
Morì a Friburgo l'11 luglio 1976.

## Genealogia episcopale e successione apostolica
La genealogia episcopale è:
- Cardinale Scipione Rebiba
- Cardinale Giulio Antonio Santori
- Cardinale Girolamo Bernerio, O.P.
- Arcivescovo Galeazzo Sanvitale
- Cardinale Ludovico Ludovisi
- Cardinale Luigi Caetani
- Cardinale Ulderico Carpegna
- Cardinale Paluzzo Paluzzi Altieri degli Albertoni
- Papa Benedetto XIII
- Papa Benedetto XIV
- Papa Clemente XIII
- Cardinale Marcantonio Colonna
- Cardinale Giacinto Sigismondo Gerdil, B.
- Cardinale Giulio Maria della Somaglia
- Cardinale Carlo Odescalchi, S.I.
- Cardinale Costantino Patrizi Naro
- Cardinale Serafino Vannutelli
- Cardinale Domenico Serafini, Cong.Subl. O.S.B.
- Cardinale Pietro Fumasoni Biondi
- Arcivescovo Filippo Bernardini
- Vescovo François Charrière

La successione apostolica è:
- Cardinale Charles Journet (1965)
- Vescovo Gabriel Bullet (1971)

## Opere
- François Charrière, Ego te absolvo, 1939.
- François Charrière, La fisionomia delle ore canoniche, 1941.
- François Charrière, Problemi di oggi, verità di sempre, 1944.